# Tashkent Open 1999 - Qualificazioni doppio maschile
Le qualificazioni del doppio maschile del Tashkent Open 1999 sono state un torneo di tennis preliminare per accedere alla fase finale della manifestazione. I vincitori dell'ultimo turno sono entrati di diritto nel tabellone principale. In caso di ritiro di uno o più giocatori aventi diritto a questi sono subentrati i lucky loser, ossia i giocatori che hanno perso nell'ultimo turno ma che avevano una classifica più alta rispetto agli altri partecipanti che avevano comunque perso nel turno finale.
Le qualificazioni del doppio del torneo Tashkent Open 1999 prevedevano 4 coppie partecipanti di cui una è entrata nel tabellone principale.

## Teste di serie
1. Eyal Erlich /  Jonathan Erlich (primo turno)

1. George Bastl /  Arvind Parmar (ultimo turno)

## Qualificati
1. Aleksej Kedrjuk  /   Alexander Shvets

## Tabellone

### Legenda
| - Q = Qualificato - WC = Wild card - LL = Lucky loser | - ALT = Alternate - SE = Special Exempt - PR = Protected Ranking | - w/o = Walkover - r = Ritirato - d = Squalificato |

|  | Primo turno | Primo turno                            | Primo turno                            | Primo turno | Primo turno |  |  | Ultimo turno | Ultimo turno                     | Ultimo turno | Ultimo turno | Ultimo turno |  |
|  |             |                                        |                                        |             |             |  |  |              |                                  |              |              |              |  |
|  |             | Aleksej Kedrjuk Alexander Shvets       | 6                                      | 7           | 6           |  |  |              |                                  |              |              |              |  |
|  | 1           | Eyal Erlich Jonathan Erlich            | 7                                      | 6           | 3           |  |  |              | Aleksej Kedrjuk Alexander Shvets | 1            | 6            | 7            |  |
|  | 2           | George Bastl Arvind Parmar             | George Bastl Arvind Parmar             | 6           | 6           |  |  | 2            | George Bastl Arvind Parmar       | 6            | 3            | 5            |  |
|  |             | Malte Commandeur Abdul-Hamid Makhkamov | Malte Commandeur Abdul-Hamid Makhkamov | 0           | 1           |  |  |              |                                  |              |              |              |  |